# Райко Николов
Райко Маринов Николов е български офицер от Държавна сигурност (подполковник) и дипломат.
Той е баща на дипломата Марин Райков, който оглавява служебно правителство между март и май 2013 година.

## Биография
Райко Николов е роден на 5 август 1925 година в село Козлуджа, Варненско, в заможно семейство, има брат и сестра. През 1939 година отива във Варна, за да учи в гимназия, и там се включва в незаконния комунистически Работнически младежки съюз (РМС). Завършва гимназия през 1943 година, но на 25 декември е арестуван за работата си в организацията. След престой в ареста е освободен без да му бъдат повдигнати обвинения, като в първите месеци след освобождаването му е изолиран от РМС, заради съмнения в лоялността му, но след това отново е ангажиран в организацията. Тези съмнения по-късно стават причина за проверки на Държавна сигурност, но не се отразяват съществено на кариерата му.
Непосредствено след Деветосептемврийския преврат Николов е в родното си село и се включва в последвалите преврата насилия, след което постъпва в Школата за запасни офицери „Христо Ботев“ в София. През 1946 година се уволнява от армията, през февруари става член на Българската комунистическа партия, а след това се записва да учи право в Софийския университет.
На 1 май 1948 година Райко Николов е назначен Трети отдел (разузнаване) на Държавна сигурност. Той има необичайно добро образование за служител на разузнаването от този период – през 1950 година завършва университета – като дори знае чужди езици – френски и руски, и скоро става един от ценените млади служители. На 1 март 1949 година вече е повишен в групов началник, при военизирането на Държавна сигурност през 1951 година получава звание старши лейтенант. По това време започва активната му подготовка за изпращането му на работа в чужбина, като за прикритие е назначен на дипломатическа служба.
В началото на 1952 година Николов е изпратен на работа в Париж под прикритието на трети секретар в посолството и веднага започва да развива активна дейност в търсене на перспективни контакти. На 5 декември 1953 година е повишен в ранг на началник на отделение, а няколко месеца по-късно и в звание капитан, изглежда в резултат на един от най-големите успехи в историята на българското разузнаване – вербуването на особено ценен агент, младият по това време политик Шарл Ерню, който през 80-те години достига до поста военен министър на Франция. След като Николов напуска Париж агентът е прехвърлен на съветското, а по-късно – на румънското разузнаване.
Райко Николов се връща в България в края на 1956 година, а на 9 август 1957 година е повишен в майор. През 1959 година се жени за Лидия Ванева, журналистка в Радио „София“. По това време България възстановява дипломатическите си отношения със Съединените щати и той веднага е изпратен на работа във Вашингтон под прикритието на втори секретар в новооткритото посолство. На 7 септември 1961 година е повишен в подполковник.
Николов се връща от Вашингтон в България през 1963 година и на 27 септември е освободен от Държавна сигурност, оставайки на работа само в Министерството на външните работи. Причините за тази необичайна промяна не са известни, в документацията на Държавна сигурност се отбелязва само, че това става по договореност между вътрешния и външния министър.
През следващите десетилетия Райко Николов работи като дипломат, заемайки и поредица от постове в чужбина – културен аташе в Северна Корея (1967 – 1968), посланик в Кувейт (1968) и Южен Йемен (1970), постоянен представител при службата на Организацията на обединените нации в Женева (1973), посланик в Югославия (1978 – 1982) и Италия (1984 – 1990). От средата на 90-те години издава няколко мемоарни книги, които обаче засягат само дипломатическата му кариера без да споменават работата му в разузнаването.
Райко Николов умира на 22 март 2021 година.

## Награди
- Медал „За боева заслуга“ (1954)[19]
- Орден „Червено знаме“ (29 декември 1959)[14]